# Mordella cinereoatra
Mordella cinereoatra är en skalbaggsart som beskrevs av Liljeblad 1945. Mordella cinereoatra ingår i släktet Mordella och familjen tornbaggar. Inga underarter finns listade i Catalogue of Life.